# Tal Ruso
Tal Ruso (hebrejsky: טל רוסו, narozen 1959) je generálmajor Izraelských obranných sil (IOS) a od října 2010 do roku 2013 velitel jižního velitelství IOS.

## Biografie
Narodil se v kibucu Chulata na severu Izraele a v roce 1978 nastoupil do izraelské armády. Až do roku 1981 sloužil ve zvláštní jednotce, kterou opustil v pozici jejího velitele. O rok později se nakrátko vrátila a velel rotě speciálních sil během první libanonské války. Tentýž rok se stal důstojníkem a pokračoval v kariérním postupu, přičemž většinu své vojenské kariéry strávil u speciálních sil.
Během druhé libanonské války působil jako asistent velitele operačního ředitelství speciálních misí. V říjnu 2006 jej náčelník Generálního štábu Dan Chaluc doporučil jako nástupce Gadi Eizenkota, který byl povýšen na velitele severního velitelství IOS. Rusovo povýšení následně schválil ministr obrany Amir Perec. V říjnu 2010 byl jmenován velitelem jižního velitelství.
Během své kariéry vystudoval bakalářský obor politologie na Haifské univerzitě a magisterský obor stejného zaměření na Telavivské univerzitě.